# Virginio Rosetta
Virginio "Viri" Rosetta (25 de febrer de 1902 - 31 de març de 1975) fou un futbolista italià de la dècada de 1920.
Fou 52 cops internacional amb la selecció italiana amb la qual participà en els Jocs Olímpics d'Estiu de 1920, als Jocs Olímpics d'Estiu de 1924, als Jocs Olímpics d'Estiu de 1924 i a la Copa del Món de Futbol de 1934.
Pel que fa a clubs, defensà els colors de Pro Vercelli i Juventus FC.

## Palmarès
Jugador
Pro Vercelli
- Lliga italiana de futbol: 1920-21, 1921-22

Juventus FC
- Lliga italiana de futbol: 1925-26, 1930-31, 1931-32, 1932-33, 1933-34, 1934-35

 Itàlia
- Copa de l'Europa Central de futbol: 1927-30
- Medalla de Bronze als Jocs Olímpics: 1928
- Copa del Món de futbol: 1934

Entrenador
Juventus FC
- Coppa Italia: 1937-38

Palermo
- Serie B: 1947-48

## Referències

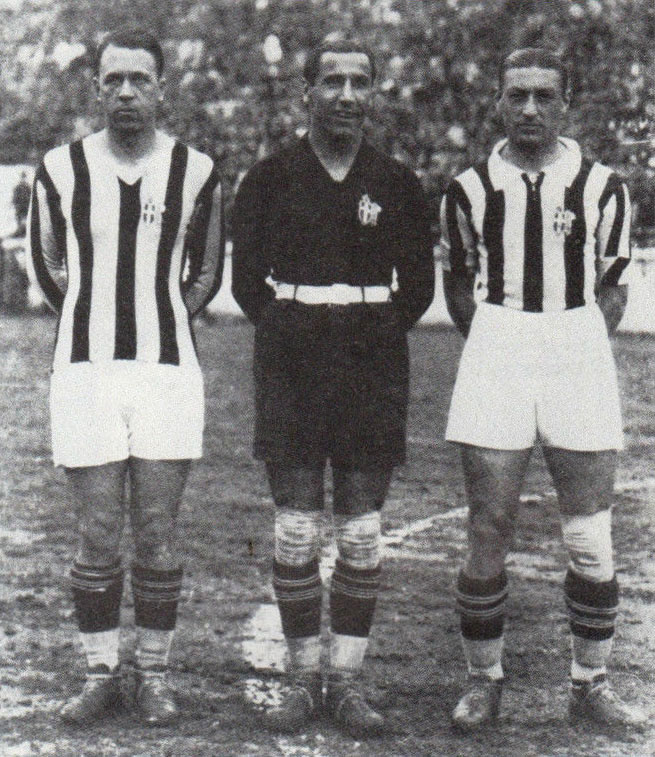
El llegendari trio defensiu de la Juventus, Rosetta, Combi i Caligaris.